# Bergouey
Bergouey ist eine französische Gemeinde mit 109 Einwohnern (Stand 1. Januar 2022) im Département Landes in der Region Nouvelle-Aquitaine (vor 2016: Aquitanien). Sie gehört zum Arrondissement Dax und zum Kanton Coteau de Chalosse.
Der Name in der gascognischen Sprache lautet Vergoei. Sein Ursprung ist unbekannt.
Die Einwohner werden Bergoueyais und Bergoueyaises genannt.

## Geographie
Bergouey liegt ca. 30 km östlich von Dax in der Landschaft Chalosse der historischen Provinz Gascogne am südlichen Rand des Départements.
Umgeben wird Bergouey von den Nachbargemeinden:
|          | Maylis                                      |                      |
| Caupenne | Kompassrose, die auf Nachbargemeinden zeigt | Saint-Cricq-Chalosse |
|          | Gaujacq Brassempouy                         |                      |

Bergouey liegt im Einzugsgebiet des Flusses Adour.
Einer seiner Nebenflüsse, der Louts, durchquert zusammen mit seinem Zufluss, dem Ruisseau de la Tuilerie, das Gebiet der Gemeinde.

## Geschichte
Das Gebiet ist seit der Urgeschichte bevölkert, wie der Fund eines behauenen Feuersteins und von Äxten aus Bronze belegt. Die erstmalige Erwähnung von Bergouey in den Aufzeichnungen erfolgte im Mittelalter. In der Mitte des 12. Jahrhunderts wurde im Livre rouge der Kathedrale von Dax die Pfarrkirche in der Form Sanctus Andreas de Bergui erwähnt. Die Gemeinde stand unter der Grundherrschaft der Familie Lataulade. Bis 1979 führte eine jährliche Prozession am ersten Sonntag im September zur Quelle Saint-Leu. Heutzutage übt hingegen die Quelle Massey, deren Wasser eine Heilkraft bei Hautkrankheiten nachgesagt wird, eine Anziehung auf Einheimische und Touristen.

### Einwohnerentwicklung
Nach Beginn der Aufzeichnungen stieg die Einwohnerzahl in der Mitte des 19. Jahrhunderts auf einen Höchststand von rund 310. In der Folgezeit setzte eine lange Phase des Bevölkerungsrückstands ein, die heute noch andauert, und bei dem die Größe der Gemeinde bei mehreren kurzen Erholungsphasen auf unter 100 Einwohner sank.
| Jahr      | 1962 | 1968 | 1975 | 1982 | 1990 | 1999 | 2006 | 2010 | 2022 |
| --------- | ---- | ---- | ---- | ---- | ---- | ---- | ---- | ---- | ---- |
| Einwohner | 128  | 133  | 126  | 118  | 111  | 110  | 114  | 98   | 109  |

## Sehenswürdigkeiten

### PfarrkircheSaint-André
Die dem Apostel Andreas geweihte Kirche wurde zu Beginn des 12. Jahrhunderts errichtet. Sie besitzt eine halbrunde Apsis aus kleinen Bruchsteinen und ihre schmalen Fenster haben Stürze aus Monolithen. Das Langhaus ist aus regelmäßigem mittleren Mauerwerksverband und wird von einem Seitenschiff an der Nordseite flankiert. Um es zu erweitern, wurde im 18. Jahrhundert das Erdgeschoss des angrenzenden viereckigen Glockenturm in westlichen Teil der Kirche zum Langhaus geöffnet.
Die Besonderheiten der Kirche befinden sich in ihrer Ausstattung, darunter ein Tabernakel und ein Altarretabel
aus dem 18. Jahrhundert sowie eine Lampe mit dem Ewigen Licht und ein Vortragekreuz aus dem 19. Jahrhundert, die seit dem 1. September 1986 als Monuments historiques klassifiziert sind.
Das Retabel wird durch zwei kannelierte Pilaster und zwei kannelierte und mit Pflanzenornamenten verzierten Säulen strukturiert. Sie rahmen das zentrale Gemälde ein, das die Kreuzigungsszene zeigt. Der Schutzpatron der Kirche, der heilige Andreas, ist zur Rechten von Jesus Christus zu sehen, während Maria und Johannes der Täufer vom Künstler zu seiner Linken platziert wurde. Der Apostel Andreas, der leicht an seinem traditionellen Attribut, dem Andreaskreuz, zu erkennen ist, erscheint auch als große Statue im Retabel links vom zentralen Gemälde. Der Tabernakel ruht auf einen Altar in gewölbter Form. Auf seiner Tür wird in einem Relief Jesus als Ecce homo dargestellt. Darüber erhebt sich ein Kruzifix, das von zwei Statuetten begleitet wird. Links von der Tür wird erneut der heilige Andreas mit seinem Kreuz gezeigt, auf der rechten Seite und als große Statue der heilige Lupus von Sens, zu erkennen an seinem Krummstab und seinem traditionellen Attribut, dem Wolf. Er ist der zweite Schutzpatron der Kirche, und seine Verehrung war besonders in Bergouey lebendig. Bis vor rund hundert Jahren führte an jedem 1. September eine Prozession zu einem ihm gewidmeten Brunnen unweit der Kirche.

## Wirtschaft und Infrastruktur
Land- und Forstwirtschaft sind die wichtigsten Wirtschaftsfaktoren der Gemeinde.

### Sport und Freizeit
Ein leichter Rundweg mit einer Länge von 6,4 km führt ohne Höhenunterschied durch das Gebiet der Gemeinde.

### Verkehr
Bergouey ist erreichbar über die Routes départementales 2 und 102.